# Пенсу (Мелгасу)
Пенсу (порт. Penso) — район (фрегезия) в Португалии, входит в округ Виана-ду-Каштелу. Является составной частью муниципалитета Мелгасу. По старому административному делению входил в провинцию Минью. Входит в экономико-статистический субрегион Минью-Лима, который входит в Северный регион. Население составляет 563 человека на 2001 год. Занимает площадь 9,02 км².